# 叮咚五堅情
《叮咚五堅情》（風格化為「叮咚5堅情」）為八大電視之娛樂百分百的一個戶外實境單元，是「2天1夜」特別企劃，由邱鋒澤、黃偉晉、陳零九、賴晏駒、婁峻碩五人組成的五堅情擔任主演，在節目中將五位男生私下吃、喝、玩、樂、睡真實私下面貌，完整呈現在螢幕前。

## 季度

### 第一季
- 在2020年4月21日，在《娛樂百分百》在YouTube及Instagram直播，宣佈四堅情的成員們和婁峻碩將推出新單元「叮咚五堅情」，此為《娛樂百分百》開播以來首個真人實況節目，並已於當天完成第一天的拍攝工作[3]。
- 在2020年5月29日，於黃偉晉的YouTube「動物森友會」遊戲直播中宣佈《叮咚五堅情》將於6月22日首播[4][5][6]。
- 在2020年6月9日，娛樂百分百的節目內正式公佈該單元將會在6月22日起每逢星期一至星期五在《凹嗚狼人殺》單元後播出[7][8][9][10][11][12][13][14][15][16]，為周一至周五晚上8點在娛樂百分百電視節目中首播，而晚上9點45分時可以在娛樂百分百的官方YouTube觀看[17]，每集約10-20分鐘，並於7月3日播畢。
- 在同年6月22日，首播當日在娛樂百分百的官方YouTube首播甫上線15分鐘即破萬人同步觀賞、上千則留言，更有海內外粉絲「抖內」（Donate）表示支持[18]。
- 在同年7月19日，《娛樂百分百》在官方YouTube頻道中發佈了片長超過2小時的「叮咚五堅情」完整加長彩蛋版。

### 第二季
- 在同年9月23日，《娛樂百分百》在官方YouTube及Instagram中進行直播，五位成員在直播中表示他們正在拍攝《叮咚五堅情》的第二季[19][20]。
- 在同年10月19日，《娛樂百分百》在官方Facebook及Instagram正式公告將會在11月9日起每週一播出[21][22]，為每周一晚上8點在娛樂百分百電視節目中首播，一次播滿一小時，一連四周，而官方YouTube頻道也將同步於晚上九點上架[23][24][25][26][27][28]，並於11月30日播畢。

### 第三季
- 在2021年1月6日，黃偉晉於《娛樂百分百》官方YouTube訪問中，提起將於隔週錄製《叮咚五堅情》的第三季。
- 在同年1月13日，五堅情開始錄製為期兩天的錄製《叮咚五堅情》第三季。
- 在同年1月14日，《娛樂百分百》在官方YouTube及Instagram中進行直播，五位成員在直播中表示他們已錄製完《叮咚五堅情》的第三季[29][30]。
- 在同年3月10日，《娛樂百分百》在官方Facebook、Instagram及YouTube正式公告將會在3月22日起每週一播出，一連六週《叮咚五堅情》第三季[31][32][33][34][35][36][37][38]，每集約1小時，並於4月26日播畢。
- 在同年4月26日，《娛樂百分百》在官方Facebook、Instagram及YouTube正式公告第三季的活動《五堅情指點迷津》[39][40][41]。

### 第四季
- 在同年5月5日，《娛樂百分百》在官方Facebook、Instagram及YouTube預告將會拍攝《叮咚五堅情》第四季，並且公告第四季的活動將搶先開跑[42][43]。

## 外部連結
- 娛樂百分百官方網站
- 娛樂百分百的Facebook專頁
- 娛樂百分百的Instagram帳戶
- YouTube上的八大電視台娛樂百分百頻道